# Atsushi Okui
Atsushi Okui (奥井敦, Okui Atsushi), né en 1963 dans la préfecture de Shimane, est un animateur japonais.

## Carrière
Il commence sa carrière en 1981 au sein du studio Asahi Production en tant qu'animateur. Il travaille sur plusieurs opus de la franchise Gundam ainsi que sur le film Akira de Katsuhiro Ōtomo. Puis en 1992, il collabore avec le studio Ghibli sur le film Porco Rosso et rejoint officiellement le studio en 1993. Il y occupe le poste de directeur de la photographie sur la plupart des longs métrages des réalisateurs Hayao Miyazaki et Isao Takahata, notamment Le Voyage de Chihiro, primé internationalement et plus gros succès du box office japonais,.
Durant sa carrière, il s'adapte notamment à la transition depuis l'animation traditionnelle sur celluloïdes à l'animation assistée par ordinateur. Ainsi, Le Voyage de Chihiro sorti en 2001 est entièrement réalisé par infographie.

## Filmographie
En tant que directeur de la photographie/de l'imagerie :
- 1983-1984 : Aura Battler Dunbine
- 1988-1989 : Les Samouraïs de l'Eternel
- 1988 : Mobile Suit Gundam : Char contre-attaque
- 1989 : Mobile Suit Gundam 0080 : War in the Pocket
- 1991 : Mobile Suit Gundam 0083 : Stardust Memory
- 1991 : Mobile Suit Gundam F91
- 1993-1994 : Mobile Suit Victory Gundam
- 1995 : On Your Mark
- 1986 : Dirty Pair : Project Eden
- 1990 : Dirty Pair : Flight 005 Conspiracy
- 1992 : Porco Rosso
- 1995 : Si tu tends l'oreille
- 1997 : Princesse Mononoké
- 1999 : Mes Voisins les Yamada
- 2001 : Le Voyage de Chihiro
- 2004 : Le Château ambulant
- 2006 : Les Contes de Terremer
- 2008 : Ponyo sur la falaise
- 2010 : Arrietty, le petit monde des chapardeurs
- 2011 : La Colline aux coquelicots
- 2013 : Le vent se lève
- 2014 : Souvenirs de Marnie